# Bernried am Starnberger See
Bernried am Starnberger See là một đô thị tại huyện Weilheim-Schongau, bang Bayern, Đức.